# Daphnis et Chloé (Offenbach)
Daphnis et Chloé (título original en francés; en español, Dafnis y Cloe) es una opérette en un acto con música de Jacques Offenbach y libreto en francés de "Clairville", alias de Louis Nicolaïe (1822-1879), y "Jules Cordier", alias de Éléonore Tenaille de Vaulabelle (1802-1859), basado en la historia clásica de Dafnis y Cloe.
Se estrenó en el Théâtre des Bouffes Parisiens (Salle Choiseul) el 27 de marzo de 1860 bajo la dirección del compositor. En 1907, la pieza fue arreglada por André Bloch e interpretada como Myrianne et Daphné en la Ópera de Montecarlo, con 'Tate' (Maggie Teyte) como Tyrius, Edmond Clément como Myrianne y Hector Dufranne como Alphésibée.
En las estadísticas de Operabase aparece con sólo 2 representaciones en el período 2005-2010. 

## Grabaciones
- Grabaciones en operadis-opera-discography.org.uk (en inglés)